# Chiesa di Santa Maria Assunta (Romeno)
La chiesa di Santa Maria Assunta è la parrocchiale a Romeno, in Trentino. Appartiene all'ex-decanato di Fondo dell'arcidiocesi di Trento e risale al XII secolo.

## Storia

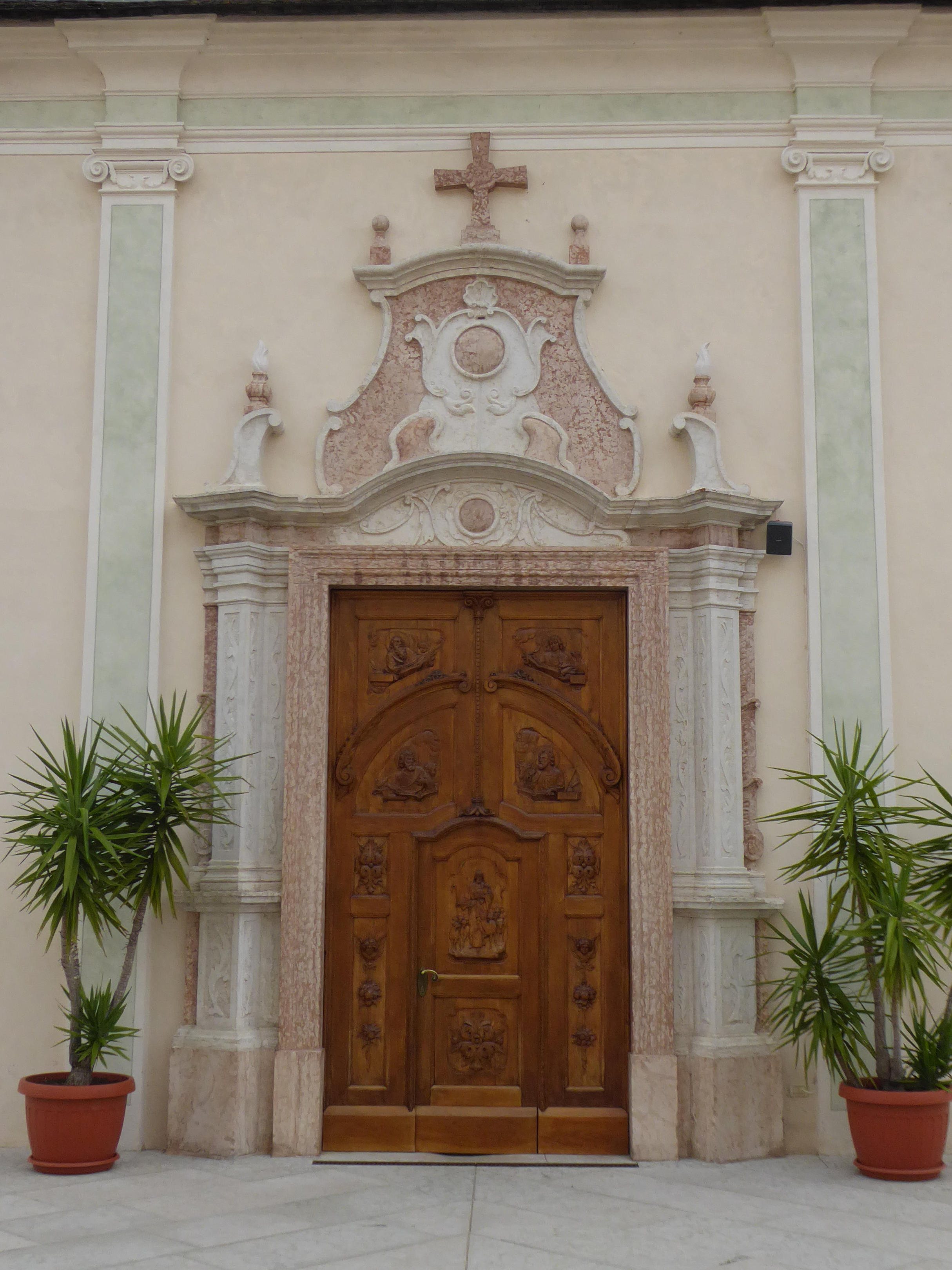
Portale di accesso sulla facciata

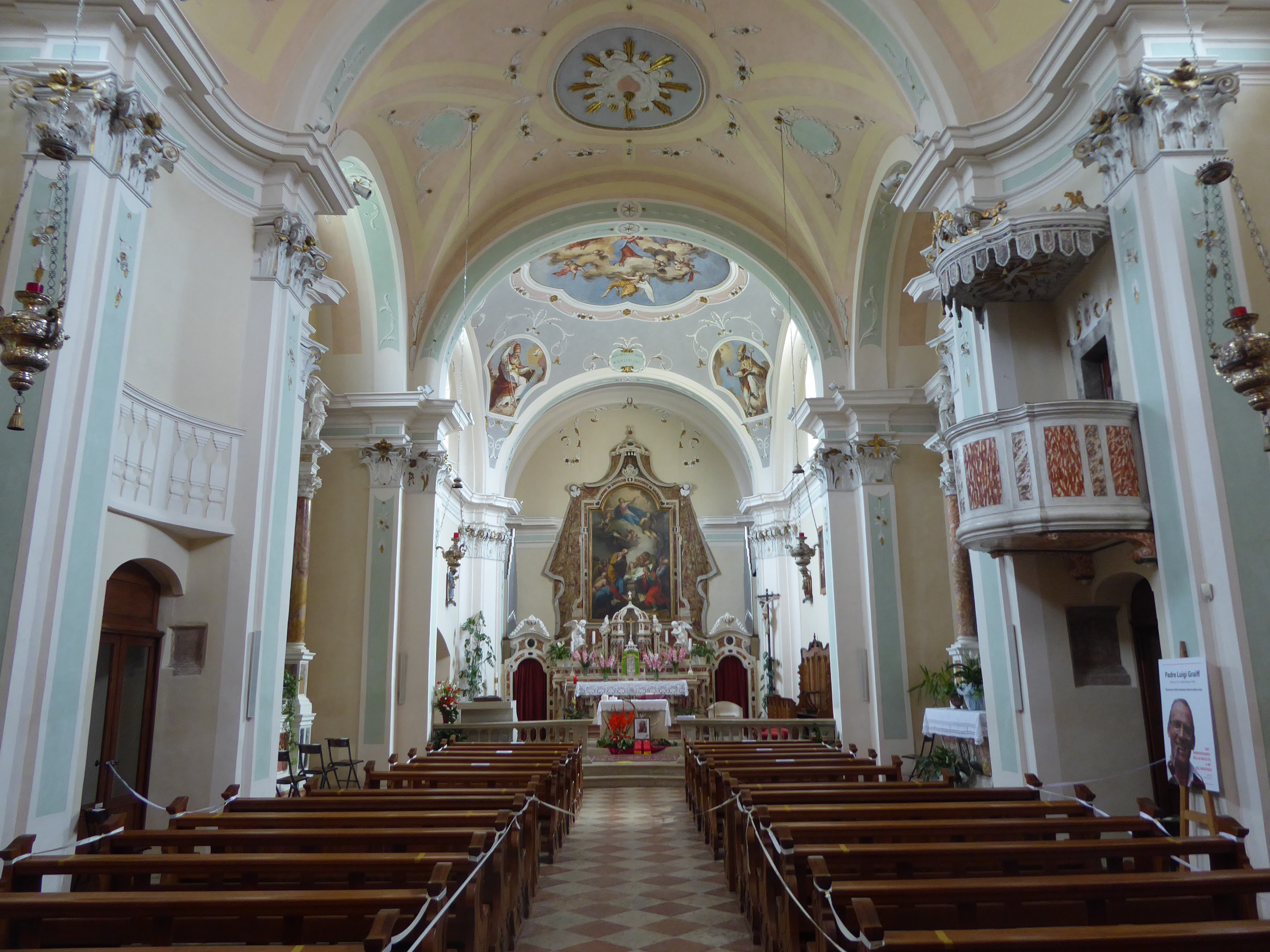
Interno

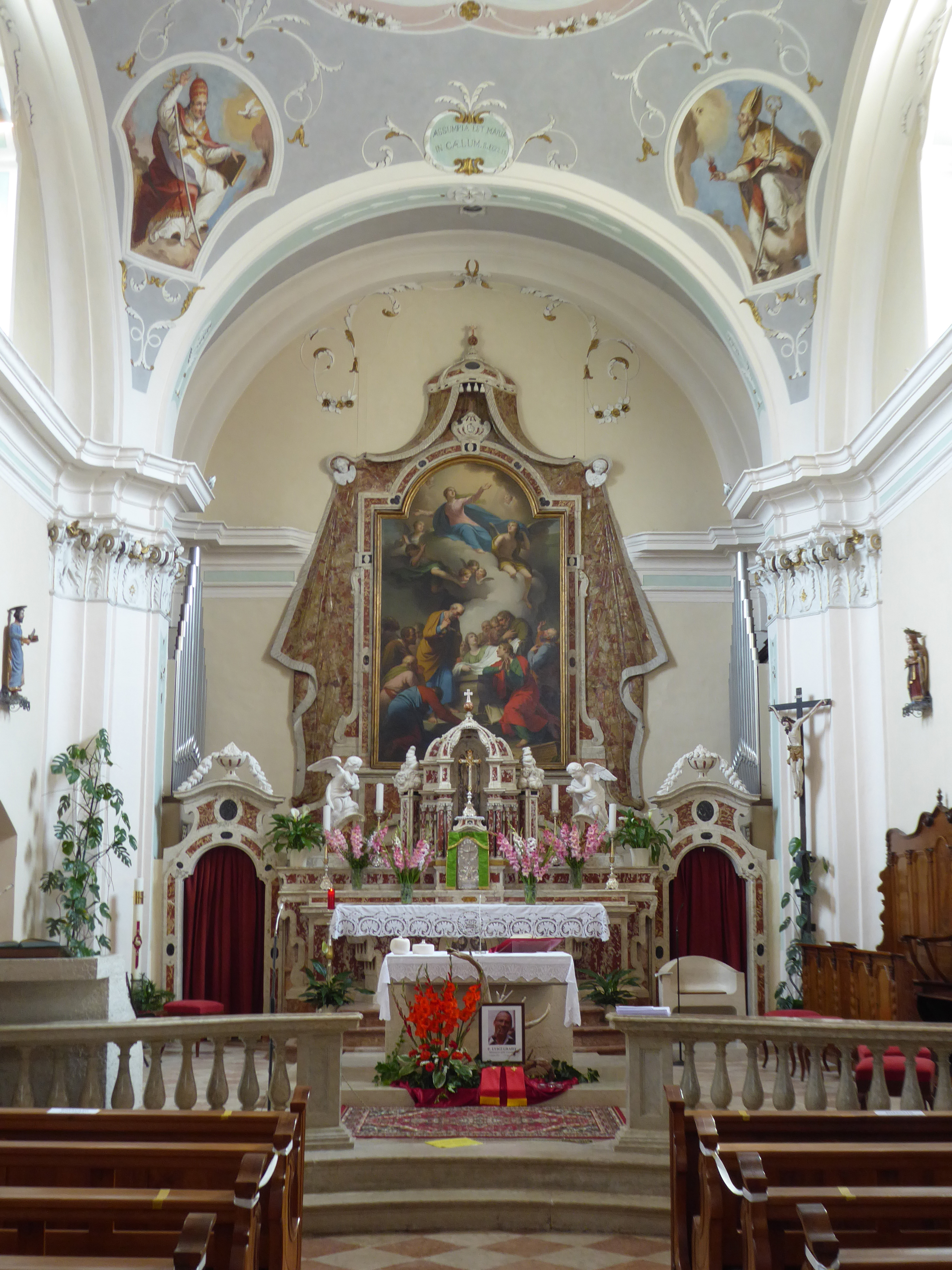
Presbiterio

Non è del tutto certo, ma è probabile che l'edificazione a Romeno di una prima cappella con dedicazione all'Assunta risalga al XII secolo, e la prima citazione su documenti ma generica al riguardo è dell'inizio del XIII secolo, mentre un riferimento esplicito si ha solo nel secolo successivo. Attorno alla fine del XVI secolo si giudicò che l'edificio non fosse più sufficiente per le esigenze della comunità dei fedeli, e che fosse necessario procedere a restauri sul tetto e sulle pareti interne, che portarono alla perdita di alcune decorazioni precedenti.
Durante il secolo successivo, poiché le condizioni generali dell'edificio non erano migliorate, si dispose un'opera di ampliamento e restauro. In questo periodo infatti venne posto un orologio sulla torre del campanile e iniziò la ricostruzione della chiesa. Fu rifatta la parte presbiteriale, la sua volta venne decorata ad affreschi dal maestro di Romeno Giovanni Battista Lampi, venne edificata la sacrestia e fu ingrandita la sala con due cappelle. Dopo un'interruzione dei lavori l'attività riprese e la chiesa fu pronta verso la fine del XVIII secolo con la sistemazione degli altari laterali che in precedenza erano stati tolti da un convento domenicano di Bolzano soppresso per le disposizioni di Giuseppe II d'Asburgo-Lorena.
Nel 1825 vi fu la consacrazione solenne, celebrata dal vescovo Francesco Saverio Luschin. In seguito si ricostruì la cantoria, fu restaurata la torre campanaria e venne rifatta la pavimentazione. Il nuovo secolo vide nuovi restauri conservativi ed adattamenti alle mutate esigenze e intanto la chiesa divenne sede di arcipretura.
Venne realizzato l'adeguamento liturgico, furono riviste le coperture, si sostituirono le grandi vetrate, e l'interno venne ritinteggiato, con attenzione agli affreschi ed agli stucchi. Anche l'esterno venne restaurato e la facciata venne arricchita di due nuove statue nelle sue nicchie.

## Descrizione

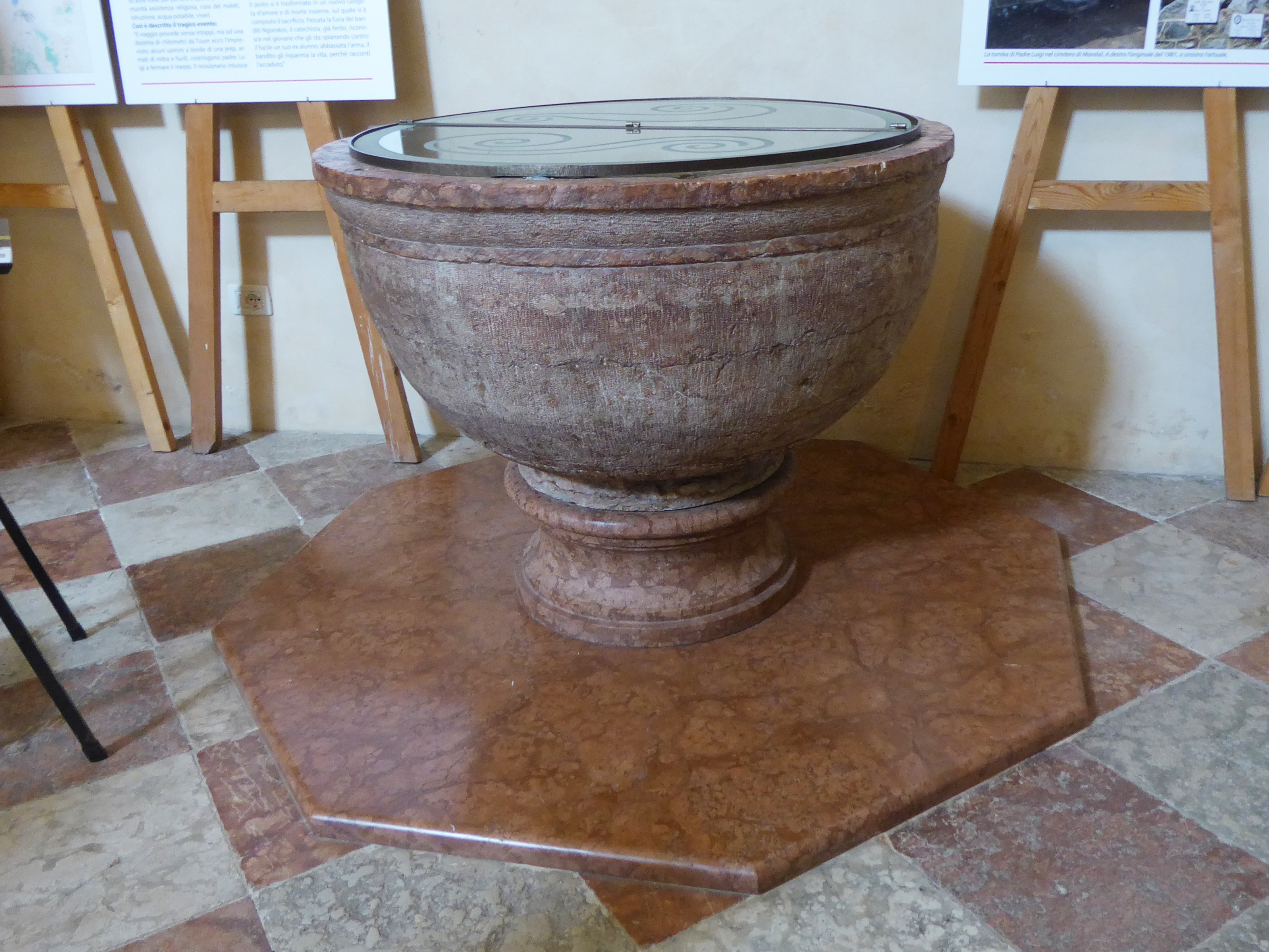
Fonte battesimale

### Esterni
La facciata si presenta a spioventi e il portale di accesso è architravato.
La torre campanaria è addossata alla struttura, sulla sua destra. La cella si apre con quattro finestre a monofora.

### Interni
La navata interna è unica e suddivisa in tre campate ed ampliata da due cappelle laterali. In controfacciata si trova la cantoria. Al presbiterio leggermente rialzato si accede attraverso l'arco santo. L'altare maggiore storico è stato conservato.